# Leptopsammia trinitatis
Leptopsammia trinitatis är en korallart som beskrevs av Hubbard och Wells 1987. Leptopsammia trinitatis ingår i släktet Leptopsammia och familjen Dendrophylliidae. Inga underarter finns listade i Catalogue of Life.